# Alycaulus globulus
Alycaulus globulus är en tvåvingeart som beskrevs av Gagne 2001. Alycaulus globulus ingår i släktet Alycaulus och familjen gallmyggor. Inga underarter finns listade i Catalogue of Life.